# Димитър Крушовски
Димитър Крушовски е български професионален футболист, дългогодишен капитан на отбора на ПФК Банско 1951, треньор. Бил е наставник на тима от Банско, към януари 2021 г. е старши треньор на ПФК Пирин (Гоце Делчев).